# 韋虚心
韋 虚心（い きょしん、675年 - 741年）は、唐代の官僚。字は無逸。本貫は京兆府万年県。

## 経歴
太子左庶子の韋維（韋知人の子で、韋湊の叔祖父の韋叔謙の孫）の子として生まれた。孝廉に挙げられ、官にあっては厳粛に秩序立っていた。累進して大理寺丞・侍御史となった。神龍年間、疑獄の取り調べにあたって、僕射の竇懐貞や侍中の劉幽求は寛容に取り扱おうとしたが、虚心は法令を厳守して、高官の意向に左右されなかった。景龍年間、西域の羌族が反乱を起こすと、捕らえられた反乱者全員を処刑せよとの勅命が下ったが、虚心はその罪を元首だけにとどめるよう上奏して、1000人あまりの命を全うさせた。父が死去すると、虚心は辞職して喪に服し、哀毀すること礼の規定を超えていて、そのひげが全て白くなった。のちに虚心は御史中丞・尚書左丞・尚書右丞・兵部侍郎・荊州都督府長史・揚州都督府長史・潞州都督府長史兼採訪使を歴任した。戸部尚書・東都留守をつとめた。開元29年（741年）4月丙辰、死去した。享年は67。揚州大都督の位を追贈された。諡は正といった。

## 伝記資料
- 『旧唐書』巻101 列伝第51
- 『新唐書』巻118 列伝第43